# 梁子超
梁子超（1921年9月—），男，广东新会人，中国植物病理学家，曾任华南农业大学教授，国务院学位委员会第二届学科评议组成员。